# Lycodes uschakovi
Lycodes uschakovi es una especie de pez de la familia de los Zoarcidae en el orden de los perciformes.

## Hábitat
Es un pez de mar y de aguas profundas que vive entre 78-320 m de profundidad.

## Distribución geográfica
Se encuentra en los mares del Japón y del Ojotsk.

## Observaciones
Es inofensivo para los humanos. 